# Мультивсесвіт (DC Comics)
У більшості медіа DC, Мультивсесвіт — це «космічна структура», яка об'єднує численні вигадані всесвіти, де розгортаються події історій DC. Світам у цьому мультивсесвіті властива спільна просторово-часова природа й спільна доля. Структура Мультивсесвіту не раз змінювалась протягом історії DC Comics.

## Історія

### Золота доба
Концепція всесвіту і мультивсесвіту в коміксах DC почала формуватися ще в Золотій добі коміксів (1938—1956). У 1940 році в All-Star Comics #3 відбувся перший кросовер — створення команди супергероїв Спільнота Справедливості Америки, де персонажі з різних коміксів вперше опинилися в одному світі. Це заклало основу спільного всесвіту, адже до того герої існували ніби в окремих реальностях.
У Wonder Woman #59 (1953) DC вперше представили паралельний світ: Диво-жінка потрапляє на «дзеркальну Землю», де зустрічає свою двійницю Тару Теруну. Цей світ описано як «близнюк» Землі з тими самими людьми, але іншим розвитком подій. Ідея альтернативних світів і версій героїв неодноразово поверталась у наступних випусках.

### Срібна доба
У 1956 році з виходом Showcase #4 DC Comics почали оновлення супергероїв: з'явився новий Флеш — Баррі Аллен, з іншим походженням та особистістю, ніж оригінальний Джей Ґаррік. Це стало початком Срібної доби коміксів. Інші класичні герої, як Супермен, Бетмен і Диво-жінка, також отримали оновлені версії, зберігаючи лише імена.
У 1961 році в The Flash #123 Флеш Баррі Аллен потрапляє на Землю, де живе Джей Ґаррік. Це була перша історія, що ввела Мультивсесвіт у DC: світи вібрують на різних частотах і можуть перетинатися, а історії з паралельних світів сприймаються як вигадані. Ця ідея закріпилася в кросоверах між новою Лігою Справедливості Америки та старою Спільнотою Справедливості Америки — вперше в Justice League of America #21–22 (1963). Тоді ж ввели назви світів: Земля-1 для JLA, Земля-2 — для JSA.
Мультивсесвіт допоміг пояснити суперечності в історіях, переосмислити старі сюжети, ввести нові персонажі та світи. Деякі альтернативні чи вигадані реальності отримували свої назви, як-от Земля-А чи Земля-Б. Після купівлі інших видавництв героїв Fawcett Comics (як Шазам) і Quality Comics включили в мультивсесвіт як Земля-С та Земля-Ікс. До 1970-х уся продукція DC могла бути частиною Мультивсесвіту, навіть якщо її не офіційно каталогізували.
Назви світів зазвичай мали формат: «Earth-» + цифра, літера або назва, хоч іноді це правило порушували навіть у межах одного випуску.

### Crisis on Infinite Earths
До 50-річчя DC Comics планували масштабні проєкти, зокрема енциклопедію персонажів і великий кросовер між різними епохами та світами. Під час підготовки з'ясувалося, що в існуючій системі Мультивсесвіту накопичилося багато сюжетних суперечностей і логічних помилок — наприклад, супергерої з різних світів існували паралельно, але іноді неузгоджено (як-от дві Чорні Канарки з різним походженням).
Сценарист Марв Вульфман використав Crisis on Infinite Earths (1985) як спосіб перезапустити всесвіт DC, усунути плутанину й оновити персонажів. У результаті всю структуру Мультивсесвіту знищили, залишилося тільки п'ять Земель: Земля-1 (срібна доба), Земля-2 (золота доба), Земля-4 (персонажі Charlton), Земля-С (Fawcett Comics) і Земля-Ікс (Freedom Fighters). З них сформували єдиний об'єднаний Всесвіт.
У 2015 році події Convergence офіційно скасували наслідки тієї кризи: герої повернулись у часі та зберегли Мультивсесвіт від знищення.

### Сучасна доба

#### DC Comics
Після Crisis on Infinite Earths (1985) DC запровадила єдиний Всесвіт, створений зі злиття п'яти Земель, аби уникнути плутанини Мультивсесвіту. У ньому мав існувати лише один таймлайн, а зміни минулого автоматично руйнували майбутнє. Проте паралельні світи, альтернативні лінії часу та навіть окремі всесвіти (як Антиматерія, Лімбо, або «всесвіт Легіону» для збереження майбутнього Легіону Супергероїв) швидко знову почали з'являтися.
Це породило нові сюжетні нестикування, зокрема з різними версіями персонажів (наприклад, Людьми-яструбами), що спричинило ще одну перезапускову подію — Zero Hour (1994), яка «очистила» таймлайн, визнаючи катастрофічні події, але переписавши історію так, щоби уникнути помилок.
Оскільки не всі історії вписувались у головну канонічну лінію, DC створила окремі іменні лінії. Elseworlds дозволяв розповідати історії про знайомих героїв у нових умовах (середньовіччя, інші світи тощо), Vertigo переосмислював персонажів у більш дорослому контексті, а Milestone представляв окремий світ із переважно темношкірими героями (Дакотавсесвіт), який потім тимчасово з'єднали з основним у кросовері Worlds Collide.
Паралельно проводилися міжвидавничі кросовери, як DC vs. Marvel, де Всесвіт Marvel показувався як окрема реальність зі своїм Мультивсесвітом (Земля-616).
Попри офіційне уникання терміну «Мультивсесвіт», у ЗМІ (мультфільмах, серіалах) ця концепція активно використовувалася. У коміксах усе поза головним всесвітом між 1986 і 1999 вважалося неканонічним або таким, що відбувається в іншій реальності. Але після гучного успіху Kingdom Come ввели поняття Hypertime — структури, де всі альтернативні історії, таймлайни та медіаверсії мають «існування» як гілки одного часу, які можуть повертатися в основний потік. Це дало змогу виправдати реткони й кросовери без створення окремих всесвітів.

#### WildStorm
Спочатку історії з коміксів WildStorm (створених як частина Image Comics) існували в рамках Image Universe — спільного всесвіту для персонажів різних серій Image. Але подія Shattered Image розділила ці всесвіти, і WildStorm отримав власний окремий всесвіт із власною структурою Мультивсесвіту. Після того як DC Comics викупила WildStorm, відбулись кросовери з героями DC, але, як і у випадку з Milestone або Marvel, ці всесвіти залишались окремими — хоч і вже пов'язаними подіями.

### XXI століття

#### 52
У 2005 році опубліковано нову кризову сюжетну лінію Infinite Crisis, яка мала оновити супергероїв DC Comics, об'єднати інші «реальності» (як-от Milestone і Wildstorm) та повернути Мультивсесвіт, цього разу обмежений кількістю Земель, а не нескінченним числом.
Під час Infinite Crisis всесвіт був «розколотий», і оригінальний Мультивсесвіт відновлений тимчасово, показуючи, що весь Hypertime та багато інших появ DC персонажів були частиною оригінального Мультивсесвіту. Після завершення події Мультивсесвіт знову злили в новий всесвіт з новим континуїтетом, де багато історій переписано.
Паралельно в Captain Atom: Armageddon розповідається історія того, як Капітан Атом зі всесвіту DC викликає відновлення всесвіту Wildstorm після його руйнування. Цей відновлений всесвіт стає частиною нового континуїтета DC.
Після Infinite Crisis новий Мультивсесвіт складається з 52-х всесвітів з позитивною матерією, антиматеріального всесвіту та Лімбо. Основний континуум все ще існує на Новій Землі (Земля-0), з іншими Землями, що нагадують старі реальності оригінального Мультивсесвіту, як-от Земля-1, 2, 3, 4, 5 і 10. Земля 13 і 50 — це Vertigo і перезапущений Wildstorm, а Земля-17 стала домом для постапокаліптичних Atomic Knights.
Згодом у Milestone Forever розповідається про інтеграцію Dakotaverse в новий континуїтет DC, після чого старі історії Milestone Comics стали частиною Нової Землі.
У новому Мультивсесвіті введено систему найменувань Земель у форматі Земля-0 до Земля-51, але не всі опубліковані чи пов'язані роботи мали свої Землі в межах 52, і міжкомпанійні кросовери не відбувалися в континуїтеті.
Попри новий Мультивсесвіт, деякі альтернативні реальності, як Прайм-Земля або всесвіт з Superman: Earth One, не отримали конкретної прив'язки до Земель у 52.

#### The New 52
Після відновлення всесвіту з 52-ма Землями відкрилися численні можливості для нових історій та кросоверів, де різні версії героїв взаємодіяли з основними версіями, а також з новими інтегрованими персонажами з Milestone та Wildstorm. Однак за п'ять років ситуація стала хаотичною. Багато історій та ситуацій з інших всесвітів не були належно продовжені, а номери Земель інколи ігнорувалися, й деякі всесвіти створювались знову і знову. Крім того, оскільки більшість історій сучасної ери залишалася основним континуумом, молодші читачі не могли слідкувати за історіями основних версій DC-героїв, як це сталося до оригінальної Crisis on Infinite Earths.
Щоб подолати ці проблеми, був створений новий подій для перезапуску всесвіту DC Comics. У Flashpoint (травень-вересень 2011 року) Флеш змінює часову лінію Землі-0, що спричиняє ефект хвилі, який торкається кількох минулих подій, Землі-13 (всесвіт Vertigo) та Землі-50 (новий всесвіт Wildstorm). Як і після Crisis on Infinite Earths, створюється новий основний всесвіт з новою історією, де багато подій переписані, але деякі залишилися незмінними (наприклад, те, що Бетґерл була поранена Джокером). Оскільки після Infinite Crisis встановлено, що якщо щось трапиться з основним всесвітом, це вплине на весь Мультивсесвіт, також відновили новий Мультивсесвіт із 52 Землями, який назвали The New 52.
На початку всі Землі не розкрили одразу; лише кілька показали в перші два роки The New 52. Крім того, як і в випадку з логотипом Elseworlds, логотип THE NEW 52! використовувався лише для публікацій, що відбуваються в новому континуїтеті, а історії, що відбуваються поза цим континуїтетом (як-от Smallville Season Eleven або всесвіт Batman Beyond), не мали цього маркування. Спочатку здавалося, що не буде єдиної системи найменувань для Земель, як у випадку з 52. Основний континуум був відомий як Прайм-Земля, хоча це не була та ж сама реальність, що і Прайм-Земля. Перевидання Дж. Майкла Стражинського про Супермена та Джеффа Джонса про Бетмена випускалися в рамках серії під назвою Earth One. У The Multiversity (2014—2015) Ґрант Моррісон назвав Землі у тому ж форматі, що й у попередньому Мультивсесвіті 52 (Земля-6, Земля-7, Земля-8 тощо). Моррісон планував розкрити залишкові всесвіти The New 52 у The Multiversity, а також створив детальну карту структури Мультивсесвіту, яка була доступна в інтерактивному онлайн-форматі на сайті DC Comics.

#### ConvergenceтаDC Rebirth
У жовтні 2011 року Дан Дідіо опублікував на своїй сторінці у Facebook, що у The New 52 три попередні «кризи» не відбулися в новому континуїтеті, але інші події, такі як Zero Hour, все ж сталися, хоча і не закінчилися кризою чи перезавантаженням. Проте письменники продовжували робити посилання на ці кризи, і повна історія структури Мультивсесвіту DC, яка деталізує попередні кризи, була розкрита в обмеженій серії Ґранта Моррісона The Multiversity (2014—2015).
Кросовер Convergence (2015) пізніше досліджував цю концепцію всесвіту DC. Ця мінісерія повернула кількох героїв із різних етапів історії DC Comics, яких знищили події криз. Вони були заточені богоподібною інкарнацією Брейніака поза часом (чи в місці, яке називалося «Vanishing Point»). У кінці кросовера Брейніак повернув цих героїв до їхніх часів, а також успішно відправив Гела Джордана з Zero Hour, Супермена до Flashpoint і інших героїв назад до подій Crisis on Infinite Earths, щоб уникнути руйнування Мультивсесвіту.
З липня 2015 року маркування The New 52 скасовано, і продовжилися кілька публікацій, а також з'явилися нові, які не обов'язково мали місце в Мультивсесвіті The New 52. Це оголосили як «DC YOU» (гра слів між «DCU» або «DC Universe» і фразою «it's about you, the fans», що з'являлася в рекламі). Тепер DC дотримувалася політики «відкритих дверей», надаючи письменникам більше свободи для дослідження історій, що відбуваються поза встановленим континуїтетом Мультивсесвіту The New 52, а також для повернення до інших персонажів і концепцій з історії DC, оскільки завершення Convergence натякало, що, хоча основний всесвіт з 52 Земель є еволюцією мультивсесвіту, всі світи все ще існують у деякій формі. Це підтвердив письменник Convergence Джефф Кінґ, який заявив, що відновлений Мультивсесвіт DC тепер нескінченний, і, можливо, існує більше одного Мультивсесвіту.
Ініціатива DC Rebirth 2016 року повернула оригінального Воллі Веста на Землю зі Швидкісної Сили і розкрила, що час був вкрадений з пам'яті його друзів, а Супермен з світу до Flashpoint, який опинився в новій часовій лінії після подій Convergence, взяв на себе роль Супермена цієї Землі. У Action Comics #976 історії обох Суперменів — з до Flashpoint і New 52 — були злиті. Пітер Дж. Томасі пояснив, що «події Action #976 скидають та переробляють всю лінію часу Супермена. Там, де було два Супермени, їхні реальності тепер злиті в одну лінію часу, і тепер є лише один з них».

#### Dark Nights іDoomsday Clock
У Death Metal розкривається, що New 52 був створений Перпетуєю, яку виявив Доктор Мангеттен у Doomsday Clock, коли він експериментував з часовими лініями, маніпулюючи подіями, щоб запобігти здобуттю своїх сил багатьма героями Золотого віку та постійно переміщати Супермена в різні точки хронології, що призвело до того, що супергерої з'являлися пізніше в історії. Після зіткнення з Суперменом, Мангеттен намагається стерти свої втручання і відновити Pre-Flashpoint і Pre-Crisis мультивсесвіти, а також елементи, які він раніше видалив з історії Землі-0, такі як Justice Society of America і Legion of Superheroes. Згодом з'ясовується, що він не зміг цього зробити, лише додавши ще більше хаосу в часову лінію, яка намагалася вмістити події попередніх версій реальності.
Тим часом у Dark Nights: Metal, написаному Скоттом Снайдером, вводиться концепція Dark Multiverse — мультивсесвіту під основним Мультивсесвітом DC, що складається з кошмарних світів, створених з найглибших страхів героїв. Істота на ім'я Барбатос розпочинає напад з Темного Мультивсесвіту на реальність, очолюваний злочинними версіями Бетмена під проводом The Batman Who Laughs. Втручання зупинено, але Source Wall на межі Мультивсесвіту тріскається, і The Batman Who Laughs вдається втекти у основний всесвіт DC. Події продовжуються в Justice League.
У серії Justice League Снайдера тріщина в Source Wall дозволяє Totality, маленькому метеориту з величезною силою, потрапити в Мультивсесвіт з-за меж Source. Лекс Лютор отримує Totality і звільняє Перпетую, творця Мультивсесвіту. Незважаючи на зусилля героїв, вони в кінцевому підсумку зазнають поразки. Наприкінці Justice League #39 поразка Ліги не є кінцем, і вони отримують від Квінтесенції необхідну силу для боротьби з Перпетою. Команда потрапляє в портал для фінальної битви, але цей конфлікт не показано, і після цього Justice League слідує за командою в інших пригодах під керівництвом нових письменників. У спеціальному коміксі Year of the Villain: Hell Arisen The Batman Who Laughs об'єднується з Перпетою. Рішення сюжетної арки Перпетуї анонсували у Justice League #39 як «The Encore», і пізніше це опублікували як Dark Nights: Death Metal.
Приблизно одночасно була опублікована шестисерійна мінісерія Flash Forward, в якій Воллі Вест залучається космічною істотою на ім'я Темпус Фугінаут, щоб зупинити вторгнення з Темного Мультивсесвіту. Наприкінці серії Воллі сідає в Mobius Chair, отримуючи омнізнавство і залишкову силу від Доктора Мангеттена. У епілозі, опублікованому в The Flash #750, Воллі оглядає часову лінію і помічає численні суперечності та несумісності в історії, наслідок безрозсудного втручання Мангеттена в час.
Спочатку це мало призвести до мінісерії Generations і перезавантаження Мультивсесвіту, яке отримало назву «5G». Це мало б виправити всю історію публікацій DC в єдину узгоджену лінію часу, від Другої світової війни до сьогодення, з новими героями або постарілими версіями поточних персонажів. A Brave New World, яка мала стати першою історією в цьому континуїтеті, була опублікована в Wonder Woman #750. Однак це перезавантаження скасували через затримки, спричинені пандемією COVID-19 і звільненням видавця Дана Дідіо, який був головним архітектором 5G. Оригінальні плани для 5G були перепрацьовані в подію Future State, яка слідувала після Dark Nights: Death Metal.
Dark Nights: Death Metal та супутні йому комікси слугують завершенням Dark Nights: Metal, Flash Forward та роботи Скотта Снайдера над Justice League. Перпетуя знищує більшу частину Мультивсесвіту, поки The Batman Who Laughs змінює Землю-0 за своїм бажанням, створюючи Metalverse. The Batman Who Laughs успішно викрадає нову силу Воллі, ставши богоподібною істотою, відомою як Darkest Knight. Він вбиває Перпетую і створює свій власний Мультивсесвіт викривлених світів, названий The Last 52. Диво-жінка здобуває необхідну силу для боротьби з ним і в кінці знищує його у Death Sun в кінці часу.
Мультивсесвіт знову відтворюється вищими істотами з Source, і Диво-жінка піднімається разом з ними, щоб захищати його. Мультивсесвіт New 52/Rebirth відновлюється, здебільшого так, як він був до подій Dark Nights: Death Metal. Крім того, з'являється нова безкінечна павутина мультивсесвітів, і Мультивсесвіт розвивається в Омнівсесвіт. Встановлено, що всі події в історії публікацій DC відбувалися в цьому новому Омнівсесвіті, і персонажі отримали спогади про всі свої попередні інкарнації.

#### Dark CrisisтаFlashpoint Beyond
Infinite Frontier розкриває, що свідомість про попередні втілення персонажів є поширеною, але не загальноприйнятою. Також зазначено, що Multiverse 2 є «тілом» попереднього мультивсесвіту до перших криз. Dark Crisis ставить під сумнів саму концепцію Омнівсесвіту і додає нескінченні Землі з Multiverse 2 до Orrery of Worlds, розширюючи його, щоб включити нескінченну кількість Земель.
Одночасно з Dark Crisis, Flashpoint Beyond розкриває, що Омнівсесвіт і Hypertime існують поряд як частини великої Божественної Континуїтету, де Омнівсесвіт відповідає за Простір, а Hypertime — за Час. Крім того, він класифікує попередні кризи на Омнівсесвітні та Hypertime, де Crisis on Infinite Earths, Infinite Crisis, Final Crisis, Multiversity, Dark Nights та Dark Crisis є Омнівсвітними кризами, а Zero Hour, The Kingdom, Flashpoint/New 52, Convergence, DC Rebirth/Doomsday Clock і Flashpoint Beyond/New Golden Age — кризами Hypertime.

## Пародії
Bongo Comics випустили серію коміксів Futurama/Simpsons Infinitely Secret Crossover Crisis, де персонажі «Сімпсонів» зображені як вигадані герої коміксів у всесвіті «Футурами». Це перегукується з концепцією Мультивсесвіту DC, де персонажі одного всесвіту можуть бути вигаданими у другому.
Видавництво IDW також пародіювало подібні кросовери у своєму Super Secret Crisis War!, стилізованому під Crisis on Infinite Earths (DC) і Secret Wars (Marvel), залучаючи персонажів із різних серіалів Cartoon Network.